# Jaime de Mora y Aragón
Pour les articles homonymes, voir Mora y Aragón.
Jaime de Mora y Aragón, né à Madrid (Espagne) le 18 juillet 1925 et mort à Marbella le 26 juillet 1995, est un aristocrate et acteur de théâtre et de cinéma espagnol.

## Biographie
Jaime de Mora y Aragón est le fils de Gonzalo de Mora y Fernández, marquis de Casa Riera, un membre de la haute noblesse espagnole, et de Blanca de Aragón y Carrillo de Albornoz, des marquis de Casa Torres. Il est le frère de la reine Fabiola, reine des Belges, épouse du roi Baudouin.
Il est enterré à Marbella, ville où il fut actif dans le secteur du tourisme. Sa veuve, Margit (née Ohlson), une ex-mannequin suédoise, qui était sa seconde épouse, est morte en 2019.
Il a joué, entre autres, un rôle dans le film de Gérard Oury, La Folie des grandeurs, où Louis de Funès et Yves Montand tenaient les rôles principaux. Il y incarnait un grand d'Espagne.

## Filmographie partielle

### Au cinéma
- 1961 : Le Jugement dernier de Vittorio De Sica
- 1967 : Mi secretaria está loca... loca... loca de Alberto Du Bois
- 1969 : El taxi de los conflictos de José Luis Sáenz de Heredia et Mariano Ozores
- 1971 : La Folie des grandeurs de Gérard Oury : Priego, un Grand d'Espagne
- 1971 : Hay que educar a papá de Pedro Lazaga
- 1971 : Las amantes del diablo de José María Elorrieta
- 1972 : Les Charlots font l'Espagne de Jean Girault
- 1973 : Love and Pain and the Whole Damn Thing d'Alan J. Pakula